# Oliver Bierhoff
Oliver Bierhoff   (Karlsruhe, 1 de maig de 1968) és un exfutbolista alemany que jugava com a davanter. Va ser el primer futbolista a marcar un Gol d'or en la història del futbol internacional, concretament a la final de l'Eurocopa de 1996 d'Anglaterra entre Alemanya i la República Txeca.

## Biografia
En la seva carrera des de 1985 fins a 2003, Bierhoff va jugar pels equips de KFC Uerdingen 05, Hamburg, Borussia Mönchengladbach, Austria Salzburg, Ascoli, Udinese Calcio, AC Milan, AS Monaco i Chievo Verona. Va ser notablement reconegut per les seves rematades de cap.
Va marcar un total de 103 gols en la Sèrie A italiana, sent un dels majors golejadors no italians en la història d'aquest torneig. La temporada 97 - 98, va ser golejador de la Sèrie A marcant 27 gols. Per Alemanya, Bierhoff va marcar 37 gols en 70 partits, incloent dos en el resultat de 2-1 sobre República Txeca en la final de l'Eurocopa de 1996 després d'entrar com substitut. Va marcar un superb gol de cap contra Mèxic donant-li la volta al marcador, eliminant així a l'equip nord-americà en els vuitens de final de la copa del món de França 1998. Així mateix va jugar en l'Eurocopa de 2000 i en la Copa Mundial de Futbol de 2002.
Bierhoff va ser mànager de la selecció alemanya del 2004 al 2017. Després va assumir el càrrec director esportiu de l'Associació Alemanya de Futbol des de la reforma estructural de l'1 de gener de 2018 fins al 5 de desembre de 2022, després de la primerenca eliminació de la selecció alemanya al Mundial de Qatar.

## Clubs
| Club                     | País     | Any       |
| ------------------------ | -------- | --------- |
| Bayer Uerdingen          | Alemanya | 1986-1988 |
| Hamburger SV             | Alemanya | 1988-1990 |
| Borussia Mönchengladbach | Alemanya | 1990      |
| SV Salzburg              | Àustria  | 1990-1991 |
| Ascoli Calcio            | Itàlia   | 1991-1995 |
| Udinese Calcio           | Itàlia   | 1995-1998 |
| AC Milan                 | Itàlia   | 1998-2001 |
| AS Monaco                | França   | 2001-2002 |
| Chievo Verona            | Itàlia   | 2002-2003 |

## Palmarès

### Clubs - Selecció
- 1 Campionat d'Europa de futbol - 1996
- 1 Lliga italiana de futbol amb el AC Milà 1999

### Individuals
- Pitxixi de la Serie A 1997-1998 (27 gols)
- Pitxixi de la Serie B 1992-1993 (20 gols)
- Futbolista Alemany de l'any 1998